# Równanie Kleina-Gordona
Równanie Kleina-Gordona – relatywistyczna wersja (opisująca skalarne lub pseudoskalarne cząstki o zerowym spinie) równania Schrödingera. Nazwa pochodzi od nazwisk dwóch fizyków Oskara Kleina i Waltera Gordona.
Równanie to można zapisać w formie zbliżonej do równania Schrödingera:
{\displaystyle -\hbar ^{2}{\frac {\partial ^{2}}{\partial t^{2}}}\psi =c^{2}\left(-\hbar ^{2}\Delta +m_{0}^{2}c^{2}\right)\psi .}
Częściej jednak spotyka się zapis:
{\displaystyle \left(\Delta -{\frac {1}{c^{2}}}{\frac {\partial ^{2}}{\partial t^{2}}}-{\frac {m_{0}^{2}c^{2}}{\hbar ^{2}}}\right)\psi ({\vec {r}},t)=0.}
W zapisie jawnie relatywistycznym równanie to ma postać:
{\displaystyle \left(\Box -{\frac {m_{0}^{2}c^{2}}{\hbar ^{2}}}\right)\psi =0,}
gdzie {\displaystyle \Box =-g^{\mu \nu }\partial _{\mu }\partial _{\nu }=\Delta -{\frac {1}{c^{2}}}{\frac {\partial ^{2}}{\partial t^{2}}}.}
Najprostszym rozwiązaniem równaniem Kleina-Gordona jest fala płaska {\displaystyle \psi \sim e^{ik^{j}x^{j}-i\omega _{k}t}} dająca relatywistyczną zależność energii {\displaystyle \epsilon _{k}=\hbar \omega _{k}} od pędu {\displaystyle p^{i}=\hbar k^{i}}
{\displaystyle \epsilon _{k}=\pm c{\sqrt {{\vec {p}}^{2}+m_{0}^{2}c^{2}}}.}
Równanie to jest równaniem różniczkowym drugiego stopnia, opisuje cząstkę o spinie {\displaystyle s=0} (należącą do bozonów). Równania Diraca daje się wyprowadzić jako konsekwencja równania Kleina-Gordona dla cząstki o spinie {\displaystyle s={\tfrac {1}{2}}} (należącej do fermionów). Rozwiązanie z ujemną energią dla równania Kleina-Gordona nie ma bezpośredniego sensu fizycznego. Jest to spowodowane błędnym założeniem, że relatywistyczne równania falowe mogą opisywać dynamikę relatywistycznych cząstek. Jedynym możliwym sposobem uniknięcia tych problemów jest przyjęcie, że relatywistyczne równania falowe opisują dynamikę pól kwantowych.
Jest to ogólną zasadą, iż problemy z interpretacją rozwiązań wszystkich równań relatywistycznej mechaniki kwantowej daje się usunąć, jeżeli równania te rozpatruje się na poziomie kwantowej teorii pola.

## Zastosowania: Wzrost masy elektronu w polu fali elektromagnetycznej
Równanie Kleina-Gordona dla elektronu oddziałującego z polem elektromagnetycznym uzyskuje się poprzez zastąpienie pochodnej cząstkowej tzw. pochodną niezmienniczą względem transformacji cechowania, tzn.:
{\displaystyle \partial _{\mu }\to \partial _{\mu }-ieA_{\mu }\equiv D_{\mu },}
gdzie {\displaystyle A_{\mu }} to relatywistyczny potencjał elektromagnetyczny.
Równanie przybiera wtedy postać:
{\displaystyle D_{\mu }D^{\mu }\psi =-(\partial _{t}-ieA_{0})^{2}\psi +\sum _{i}(\partial _{i}-ieA_{i})^{2}\psi ={\frac {m_{0}^{2}c^{2}}{\hbar ^{2}}}\psi .}
Niech dla płaskiej fali elektromagnetycznej
{\displaystyle A(t)=A_{0}e^{-i\omega t+ikx},}
wtedy pole elektryczne fali dane jest przez
{\displaystyle E(t)=-{\frac {\partial A}{\partial t}}.}
Rozwijając pochodną niezmienniczą, łatwo zauważyć, że generuje ona wyraz mający postać energii spoczynkowej elektronu (stałej w równaniu). Interpretując ten wyraz jako poprawkę do masy elektronu, otrzymujemy:
{\displaystyle {\frac {M^{2}c^{2}}{\hbar ^{2}}}={\frac {m_{0}^{2}c^{2}}{\hbar ^{2}}}+e^{2}|A_{0}|^{2}.}
Zauważając, że gęstość energii pola elektromagnetycznego jest wtedy:
{\displaystyle |E|^{2}=\hbar \omega \rho ,}
gdzie {\displaystyle \rho } to gęstość fotonów, otrzymujemy:
{\displaystyle M^{2}=m_{0}^{2}+{\frac {\hbar ^{3}e^{2}\rho }{\omega c^{2}}},}
czyli wzrost masy elektronu w silnym polu elektromagnetycznym. Warto zauważyć, że kiedy masa {\displaystyle m_{0}} jest formalnie równa zero, tzn. równanie Kleina-Gordona opisuje cząstkę bezmasową, cząstka ta uzyskuje masę dzięki samemu oddziaływaniu z polem elektromagnetycznym {\displaystyle A} i jest to dokładnie w uproszczeniu mechanizm Higgsa, kiedy to pole elektromagnetyczne staje się tu polem Higgsa o średniej {\displaystyle \rho ^{1/2},} dzięki któremu pole bezmasowe {\displaystyle \psi } staje się polem z masą {\displaystyle M={\frac {\hbar ^{3/2}e\rho ^{1/2}}{\omega ^{1/2}c}}.}

## Periodyczna kreacja i anihilacja par elektron-pozyton
Zakładając, że rozwiązania o ujemnej energii mają jednak fizyczne znaczenie, już z równania Kleina-Gordona, podobnie jak z równania Diraca, można wywnioskować istnienie antycząstek, które powodują znikanie i powstawanie prawdopodobieństwa elektronu, tzn. jego anihilacje i kreacje.
Rozważmy równanie Kleina-Gordona w jednym wymiarze w nieskończonej studni potencjału:
{\displaystyle {\frac {\partial ^{2}}{\partial x^{2}}}\psi (x,t)-{\frac {1}{c^{2}}}{\frac {\partial ^{2}}{\partial t^{2}}}\psi (x,t)={\frac {m_{0}^{2}c^{2}}{\hbar ^{2}}}\psi (x,t),}
{\displaystyle \psi (0,t)=0,}
{\displaystyle \psi (a,t)=0}
z rozwiązaniami spełniającymi warunki znikania funkcji falowej na nieskończonych ścianach studni
{\displaystyle \psi _{n}(x,t)=\sin(\pi xn/a)e^{-iE_{n}t},}
{\displaystyle E_{n}=\pm c{\sqrt {{\frac {\pi ^{2}n^{2}}{c^{2}a^{2}}}+m_{0}^{2}c^{2}}}.}
Ponieważ istnieją też rozwiązania o ujemnej energii, z rozwiązań o jednakowej wartości bezwzględnej z energii można złożyć superpozycję, która periodycznie znika na odcinku całej studni
{\displaystyle \phi _{n}(x,t)=\sin(\pi xn/a)e^{+i|E_{n}|t}-\sin(\pi xn/a)e^{-i|E_{n}|t}=2i\sin(\pi xn/a)\sin(|E_{n}|t).}
Wynik też można interpretować, że w nieskończonej studni potencjału następuje periodyczna anihilacja i spontaniczna kreacja prawdopodobieństwa istnienia materii z częstością minimum ponad połowy Zitterbewegung, a więc przewiduje on istnienie cząstek, które powodują znikanie lub anihilacje gęstości prawdopodobieństwa elektronu, a więc antycząstek.

## Nierozpływające się paczki falowe
W odróżnieniu od równania Schrödingera równanie Kleina-Gordona przewiduje podobne do paczek trojańskich oraz gausonów nierozpływające się paczki falowe w wolnej przestrzeni.
Skonstruujmy w jednym wymiarze ogólne rozwiązanie równania Kleina-Gordona, sumując poszczególne fale płaskie z obwiednią {\displaystyle f{:}}
{\displaystyle \phi (x,t)=\int dkf(k)e^{ikx-i\omega _{k}t}}
i załóżmy, że obwiednia {\displaystyle f} jest dobrze zlokalizowana wokół pewnego {\displaystyle k_{0},} a więc jest np. funkcją Gaussa z maksimum w {\displaystyle k_{0}}
{\displaystyle f(k)=g(k-k_{0})=Ae^{-(k-k_{0})^{2}/\delta k^{2}},}
tzn. istotny wkład do sumy wnoszą jedynie fale z wektorami falowymi wokół {\displaystyle k_{0}.}
W granicy ultrarelatywistycznej możemy więc założyć
{\displaystyle \hbar k\approx \hbar k_{0}\gg m_{0}c,}
tzn. że energia kinetyczna jest dużo większa od spoczynkowej i wtedy
{\displaystyle \omega _{k}\approx \pm ck.}
Dla tej paczki równanie Kleina-Gordona staje się więc po prostu równaniem falowym bez masy:
{\displaystyle {\frac {\partial ^{2}}{\partial x^{2}}}\phi (x,t)-{\frac {1}{c^{2}}}{\frac {\partial ^{2}}{\partial t^{2}}}\phi (x,t)=0,}
z ogólnymi nierozpływającymi się rozwiązaniami
{\displaystyle \phi (x,t)=\Gamma (x\pm vt),}
{\displaystyle v\approx c.}
Dla obwiedni Gaussa otrzymujemy więc jako rozwiązania nierozpływające się gaussowskie paczki falowe:
{\displaystyle \phi (x,t)=Be^{ik_{0}(x-vt)}e^{-(x\pm vt)/\delta x^{2}}.}
Jest to zanik charakterystycznego dla nierelatywistycznej mechaniki kwantowej rozpływania się paczki, kiedy to {\displaystyle \delta x} stale powiększa się podczas ruchu.

## Równanie Schrödingera jako granica nierelatywistyczna
W szczególności w granicy nierelatywistycznej możemy z równania Kleina-Gordona wyprowadzić równanie Schródingera.
Ograniczmy się jeszcze raz do jednego wymiaru przestrzennego:
{\displaystyle {\frac {\partial ^{2}}{\partial x^{2}}}\psi (x,t)-{\frac {1}{c^{2}}}{\frac {\partial ^{2}}{\partial t^{2}}}\psi (x,t)={\frac {m_{0}^{2}c^{2}}{\hbar ^{2}}}\psi (x,t)}
i wyrotujmy transformacją unitarną człon wyglądający na odpowiedzialny za Zitterbewegung, tzn. proporcjonalny do energii spoczynkowej Einsteina:
{\displaystyle \psi (x,t)={\tilde {\psi }}(x,t)e^{-i{\frac {m_{0}c^{2}}{\hbar }}t}.}
Nowe równanie na funkcje {\displaystyle {\tilde {\psi }}(x,t)} jest wtedy
{\displaystyle {\frac {\partial ^{2}}{\partial x^{2}}}{\tilde {\psi }}(x,t)-{\frac {1}{c^{2}}}{\frac {\partial ^{2}}{\partial t^{2}}}{\tilde {\psi }}(x,t)=-2i{\frac {m_{0}}{\hbar }}{\frac {\partial }{\partial t}}{\tilde {\psi }}(x,t).}
Po pomnożeniu stronami przez stałe widać już w tej formie, że jest to teraz zwykłe równanie Schrödingera, ale rozszerzone tak, jakby w członie przestrzennym zastąpić operator Laplace’a operatorem Laplace’a dla czasoprzestrzeni Einsteina, a nie dla samej przestrzeni, tzn. przez operator operator d’Alemberta
{\displaystyle -{\frac {\hbar ^{2}}{2m_{0}}}\left({\frac {\partial ^{2}}{\partial x^{2}}}-{\frac {1}{c^{2}}}{\frac {\partial ^{2}}{\partial t^{2}}}\right){\tilde {\psi }}(x,t)=i\hbar {\frac {\partial }{\partial t}}{\tilde {\psi }}(x,t)}
lub krótko
{\displaystyle -{\frac {\hbar ^{2}}{2m_{0}}}\square {\tilde {\psi }}(x,t)=i\hbar {\frac {\partial }{\partial t}}{\tilde {\psi }}(x,t).}
Poszukajmy rozwiązań tego równania w postaci nierozpływających się paczek falowych, ale poruszających się z dowolną prędkością {\displaystyle v,} tzn. rozwiązań w postaci
{\displaystyle {\tilde {\psi }}(x,t)={\tilde {\psi }}(x-vt)\equiv {\tilde {\psi }}({\tilde {x}}).}
Równanie Kleina-Gordona przybiera wtedy uproszczoną formę równania różniczkowego zwyczajnego
{\displaystyle \left(1-{\frac {v^{2}}{c^{2}}}\right){\frac {\partial ^{2}}{\partial {\tilde {x}}^{2}}}{\tilde {\psi }}({\tilde {x}})=2i{\frac {m_{0}v}{\hbar }}{\frac {\partial }{\partial {\tilde {x}}}}{\tilde {\psi }}({\tilde {x}})}
i szukamy jego rozwiązań w postaci
{\displaystyle \psi ({\tilde {x}})=e^{i\lambda {\tilde {x}}}.}
Podstawiając do równania, otrzymujemy
{\displaystyle -\lambda ^{2}\left(1-{\frac {v^{2}}{c^{2}}}\right)=-2{\frac {m_{0}v}{\hbar }}\lambda }
lub
{\displaystyle \lambda =2{\frac {m_{0}v}{\hbar }}/\left(1-{\frac {v^{2}}{c^{2}}}\right).}
W granicy nierelatywistycznej
{\displaystyle v\ll c}
otrzymujemy więc
{\displaystyle k\equiv \lambda =2{\frac {m_{0}v}{\hbar }}}
oraz
{\displaystyle \lambda v={\frac {\hbar \lambda ^{2}}{2m_{0}}}={\frac {\hbar k^{2}}{2m_{0}}},}
tzn. rozwiązania
{\displaystyle {\tilde {\psi }}(x,t)=e^{ikx-i{\frac {\hbar k^{2}}{2m_{0}}}t}.}
Jak łatwo sprawdzić przez podstawienie, są to rozwiązania nierelatywistycznego równania Schrödingera
{\displaystyle -{\frac {\hbar ^{2}}{2m_{0}}}{\frac {\partial ^{2}}{\partial x^{2}}}{\tilde {\psi }}(x,t)=i\hbar {\frac {\partial }{\partial t}}{\tilde {\psi }}(x,t).}